# Hippologie
Die Hippologie (von altgriechisch ἵππος híppos ‚Pferd‘ sowie λόγος lógos ‚Lehre‘; vgl. -logie), auch Pferdewissenschaften oder Pferdekunde, ist die Lehre vom Pferd.
Sie befasst sich mit der Evolution der Arten der Familie der Einhufer und der Entstehungsgeschichte der Hauspferderassen (z. B. Archäologie, Genanalysen), ihrem Exterieur (z. B. röntgenologische Studien), ihrem natürlichen Verhalten (Freilandforschung) mit der Auswirkung des Reitens auf das Pferd und anderen Themen. Ziel ist, mehr Verständnis für das Hauspferd und seine Haltung zu erlangen, sowie Probleme beim Reiten oder medizinischer Art besser zu verstehen.
Auch die Kulturgeschichte des Reitens und der Nutzung des Pferdes durch den Menschen und die kulturgeschichtliche Beziehung Mensch-Pferd wird beschrieben und analysiert.
Das Studium der Pferdewirtschaft und Pferdewissenschaften ist in verschiedenen Ländern möglich.

## Geschichte
Das Pferd war seit seiner Nutzung als Haustier für die Menschheit von großer Bedeutung. So entstanden schon früh erste schriftliche Zeugnisse zu Pferdezucht, Pferdehaltung, Ausbildung von Pferd und Reiter beziehungsweise Fahrer.
Das erste erhaltene Zeugnis stammt vom mitannischen Stallmeister Kikkuli im 14. Jahrhundert vor Christus. Dieses Werk beschreibt Training und Pflege von Wagenpferden; die Übersetzung der Fachbegriffe ist bis heute umstritten. Aus mittelassyrischer Zeit liegt ein Text über die Pferdeausbildung vor.
Das erste bekannte große Werk zur Reitkunst stammt von Xenophon, der im 4. Jahrhundert v. Chr. das versammelte Reiten beschrieb und dessen Werk bis heute Gültigkeit besitzt.
Die erste bis heute erhaltene post-antike europäische Abhandlung über die Reitkunst, Livro da ensinança de bem cavalgar toda sela, verfasste Dom Duarte I., König von Portugal, der Philosophenkönig, um 1434. Das einzige Manuskript befindet sich in der Französischen Nationalbibliothek in Paris. Zahlreich war die Literatur zur Reitkunst in der Barockzeit. Ein Beispiel eines sehr umfassenden barocken Pferde-Handbuchs ist Der vollkommene Pferde-Kenner, 1764 am Ansbacher Hof entstanden und vom dortigen Obrist-Hofstallmeister Wolf Ehrenfried von Reizenstein herausgegeben. Das Buch vereint unter anderem Informationen zur Anatomie und zu den Rassen, zur Ausbildung und zu den Krankheiten von Pferden und vermittelt Heilmethoden. Ergänzt wird es durch ein jiddisches Glossar als Hilfe beim Pferdekauf.
Antoine de Pluvinel (1555–1620) war einer der wichtigsten Vertreter der gewaltfreien Lehrmethode in der Reiterei.
In den bedeutenden Reitschulen der Renaissance gehörte das vertiefte Studium der Pferdewissenschaft und der, auch im Altertum und im Mittelalter schon praktizierten Pferdeheilkunde (Hippiatrie) zur praktischen Reitausbildung in der Reitbahn (siehe Reitkunst) selbstverständlich dazu. So beschäftigt sich auch die École de Cavalerie (1733) von François Robichon de la Guérinière detailliert mit Fragen der Haltung, Pferdepflege, Fütterung und Pferdemedizin.
Im späten 18. Jahrhundert wurde dann Veterinärmedizin als Fachdisziplin an den ersten Universitäten gelehrt, bei der die Pferdeheilkunde anfangs und auch heute wieder einen bedeutenden Rang einnimmt. Etwas später entstanden, häufig den Veterinärinstituten angeschlossen, die ersten Hufbeschlagsschulen.

## Allgemeines
Ein Pferd lebt im Durchschnitt 20 bis 30 Jahre. Schwer gebaute Ponys und Pferde leben im Durchschnitt länger als andere Rassen. Die Lebenserwartung eines Hauspferdes verlängert sich dank der Pflege durch den Menschen, einige Pferde können vierzig Jahre alt werden. Ein Pferd trinkt 20 bis 40 Liter Wasser pro Tag. Pferde haben in der Regel drei Gangarten. Am langsamsten ist Schritt, eine mittelschnelle Gangart ist der Trab, und Galopp ist die schnellste Gangart. Ein erwachsenes Reitpferd wiegt durchschnittlich 500 kg, die schwersten Zugpferde können 1200 kg erreichen.

## Pferdebeurteilung

### Exterieur

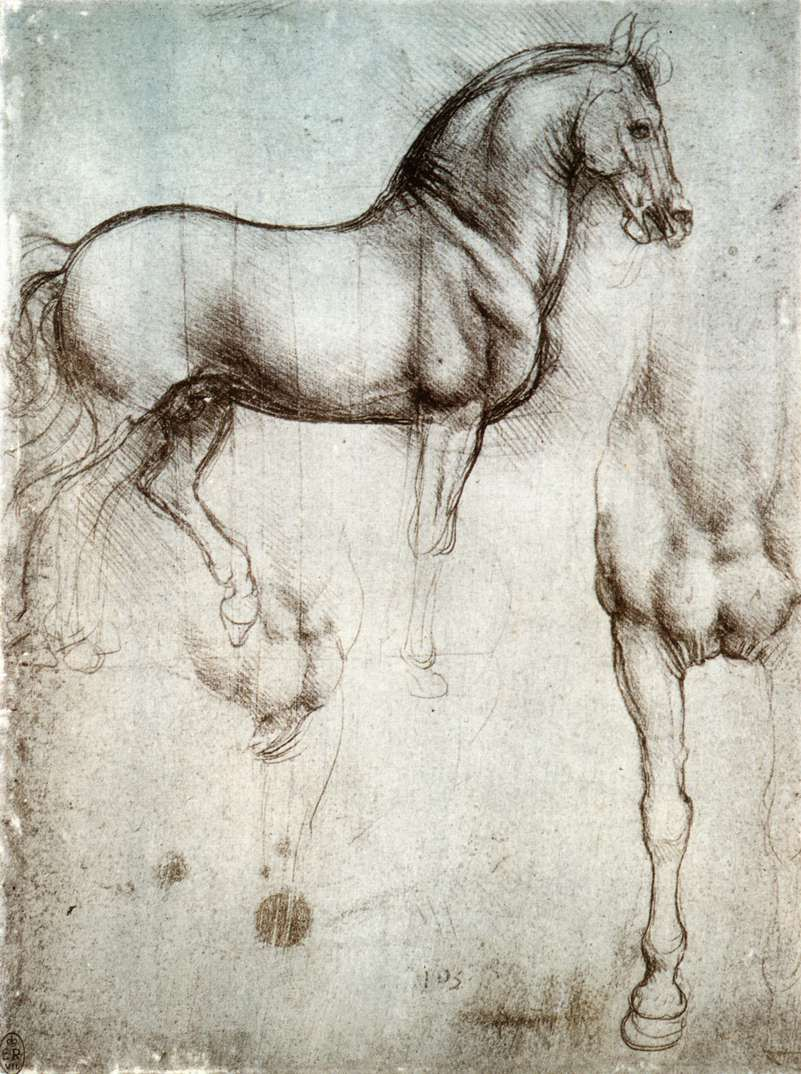
Studie eines Pferdes von Leonardo da Vinci.

Exterieur bezeichnet das äußere, physische Erscheinungsbild und den Körperbau eines Pferdes. Sowohl das Exterieur als auch die inneren Eigenschaften des Pferdes bestimmen die Verwendbarkeit des einzelnen Tieres, und über sie wird in der Rassebeschreibung auch der Verwendungszweck der Rasse festgelegt.
Das Gebäude des Pferdes wird grob in Vorhand (Kopf, Hals und Vorderbeine), Mittelhand (Rumpf) und Hinterhand (Kruppe und Hinterbeine) eingeteilt.

### Interieur
Als Interieur bezeichnet man in der Pferdezucht beziehungsweise im Pferdesport typischerweise zugeschriebene psychische Eigenschaften und Verhaltensweisen von Rassepferden. Im Gegensatz dazu werden die physischen Eigenschaften als Exterieur bezeichnet. Interieur und Exterieur dienen somit der Charakterisierung und Einschätzung eines Hauspferdes und sind als Kriterien Bestandteil von Eignungsprüfungen in der Pferdezucht.

## Verwandte Themen
- Hippiatrica – altgriechische pferdemedizinische Literatursammlung
- Hippology – angloamerikanischer Wissenwettbewerb zu Pferdethemen
- Kynologie – Hundewissenschaft